# Bisbat de Vicenza

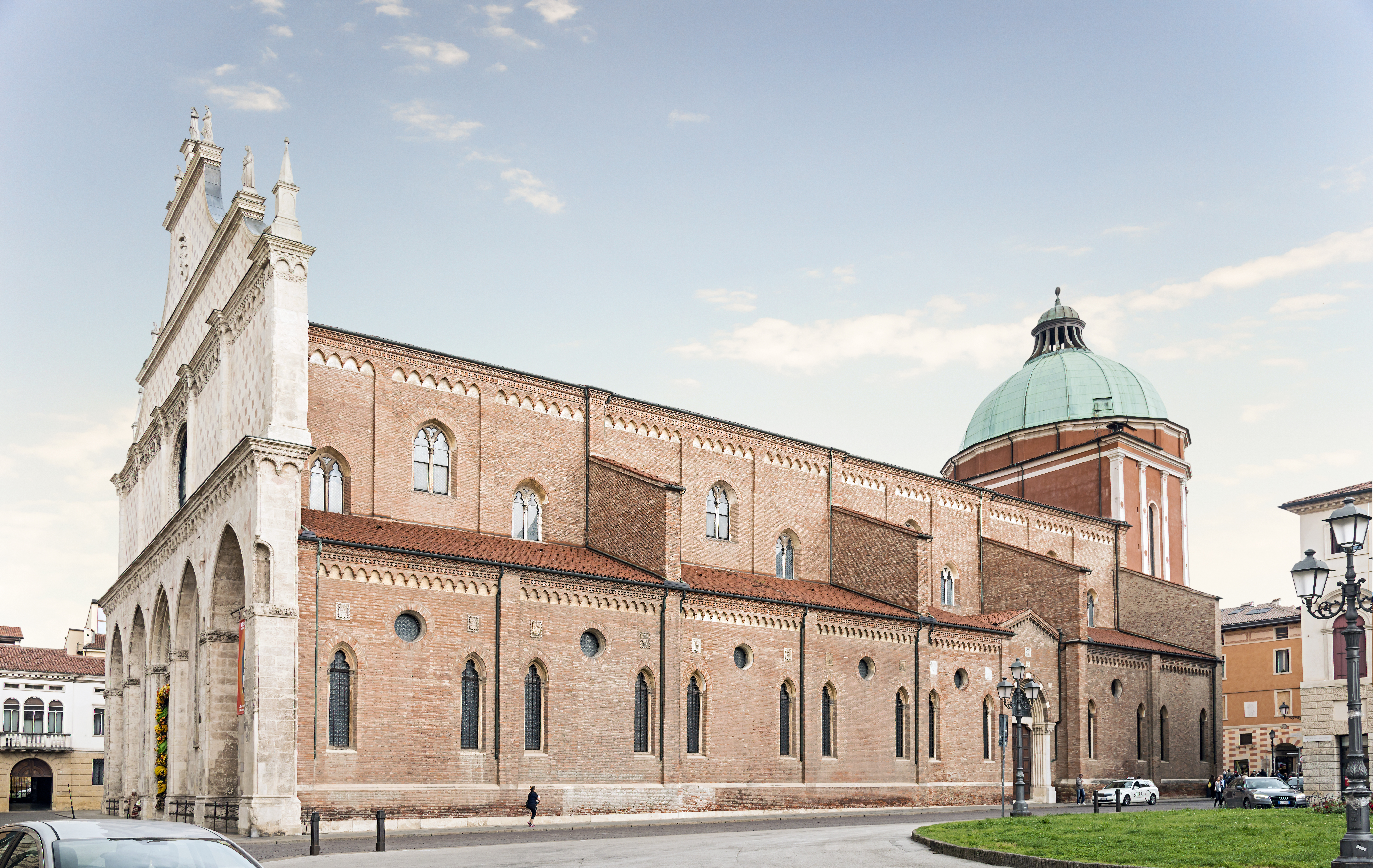
La catedral pel costat de piazza Duomo.

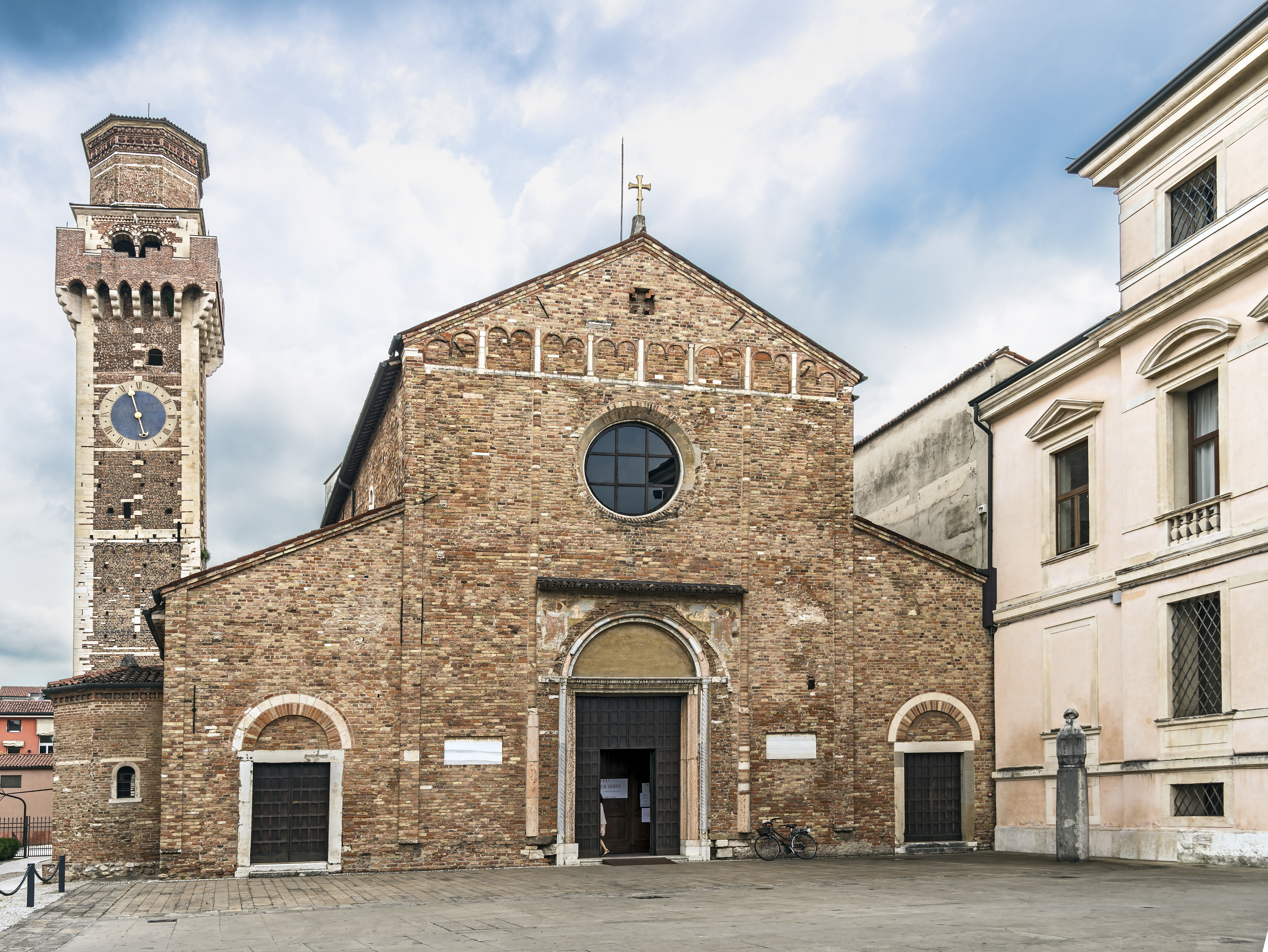
La basílica de Sants Fèlix i Fortunat, reconstruïda sobre la primitiva església de finals del.

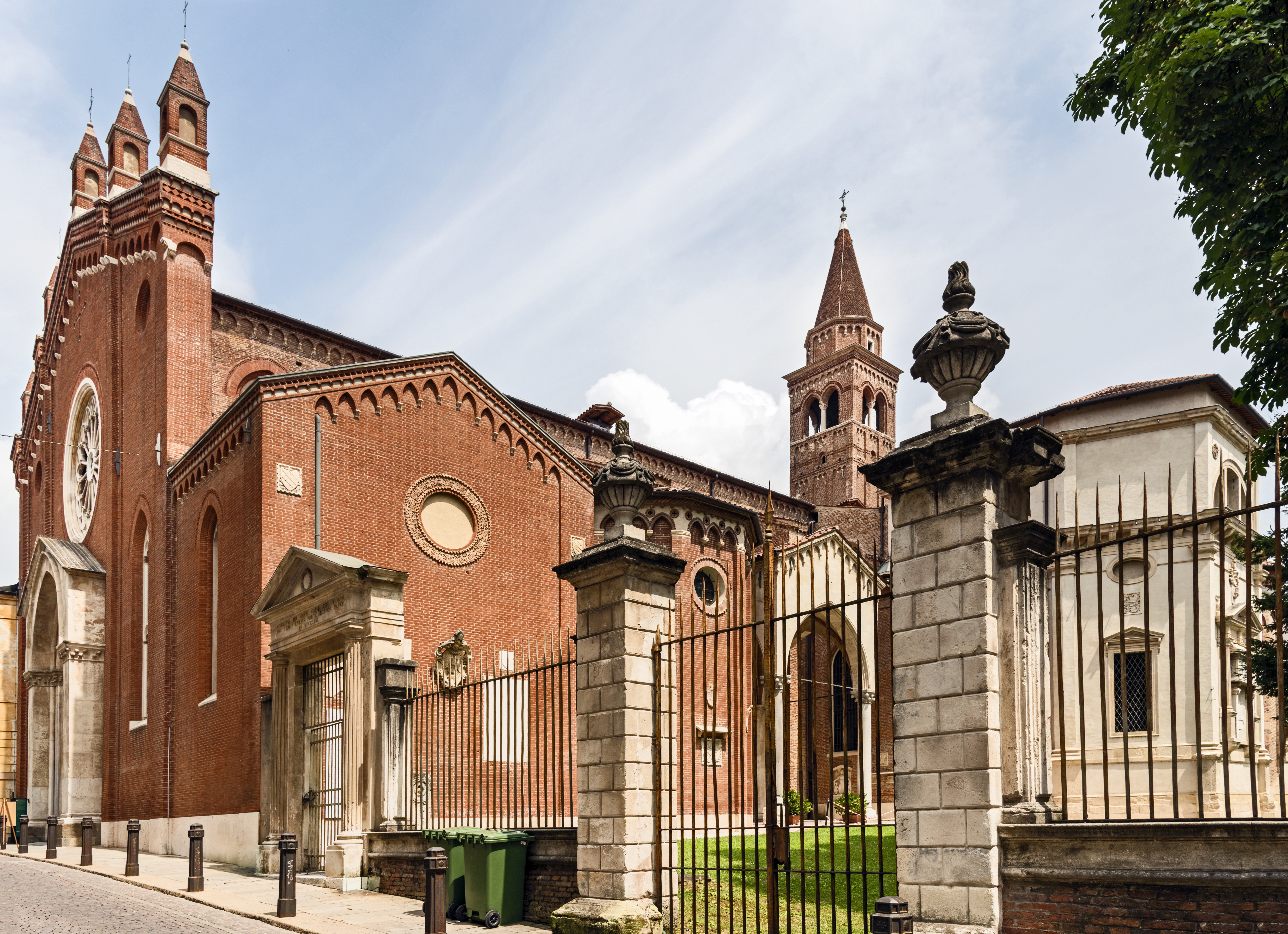
L'església de la Santa Corona feta construir al 1260 pel bisbe Bartolomeo di Breganze.

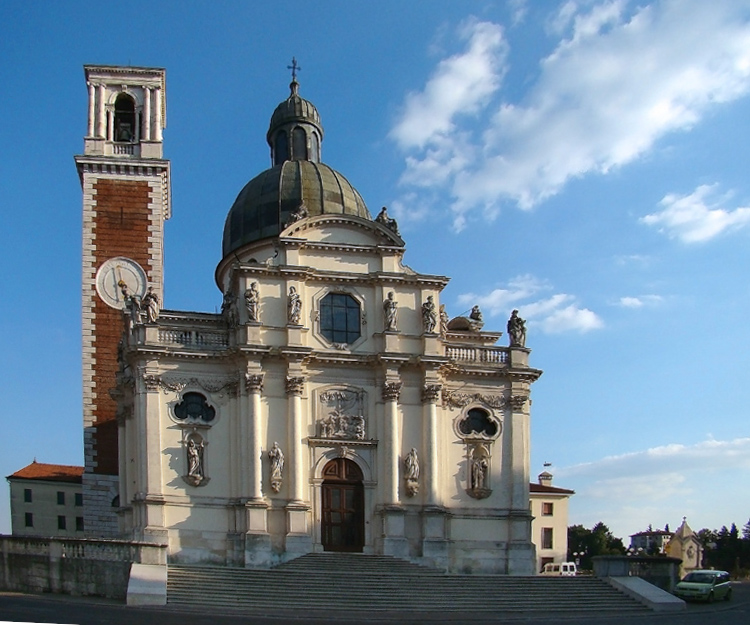
El santuari de Monte Berico, santuari dedicat a la Mare de Déu, patrona de la diòcesi.

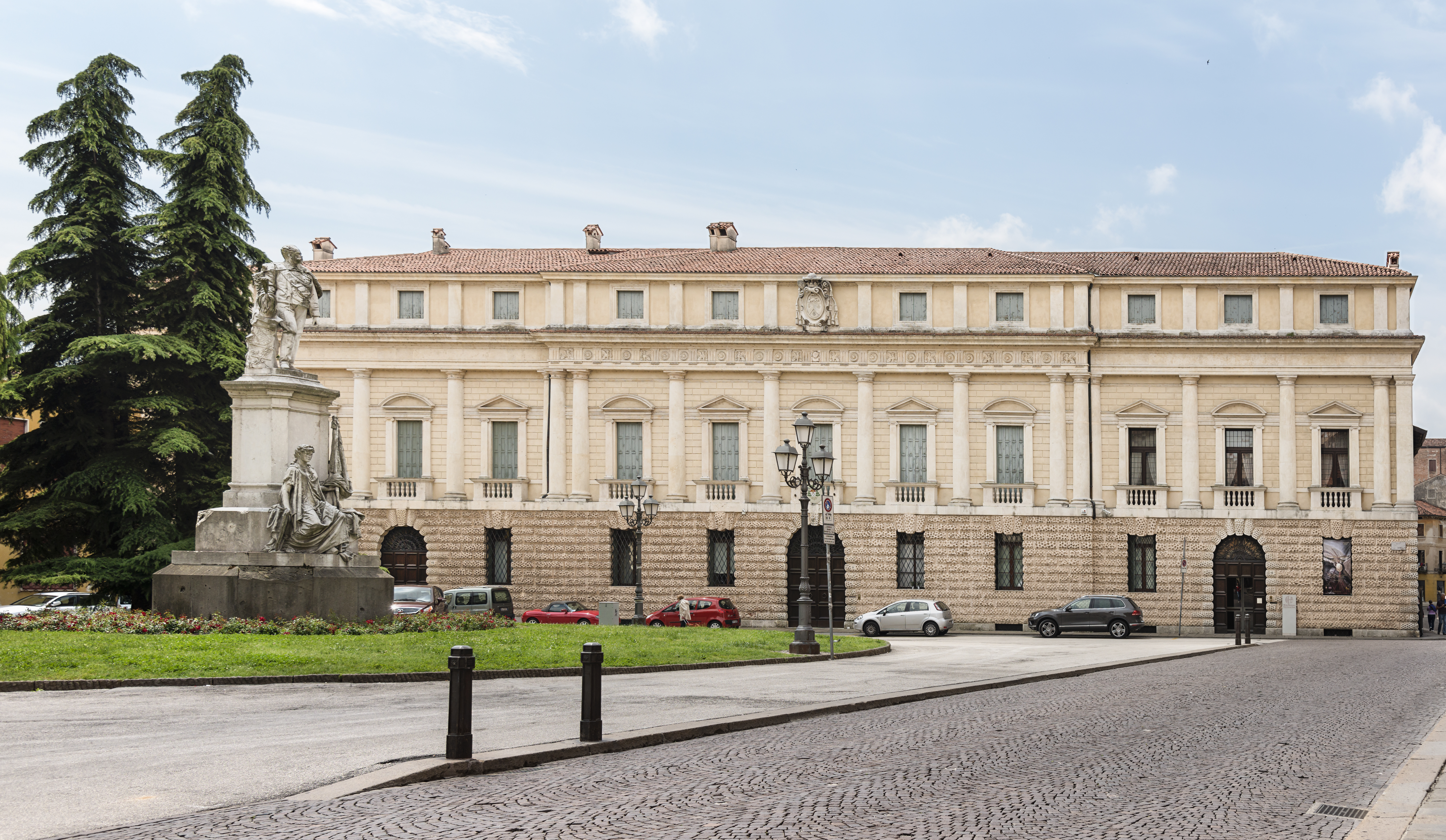
El palau episcopal.

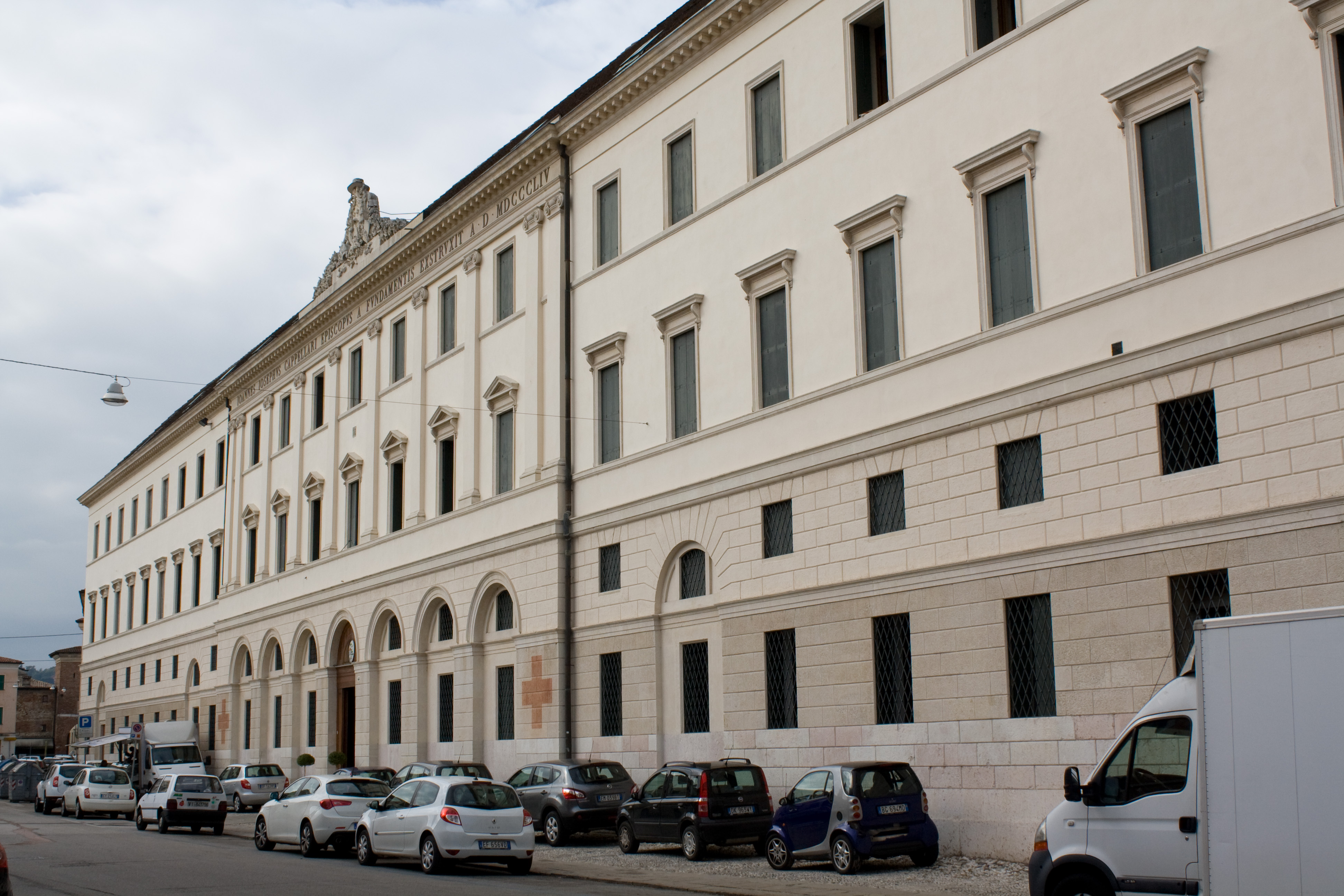
El seminario episcopal, construït durant la primera meïtat del.

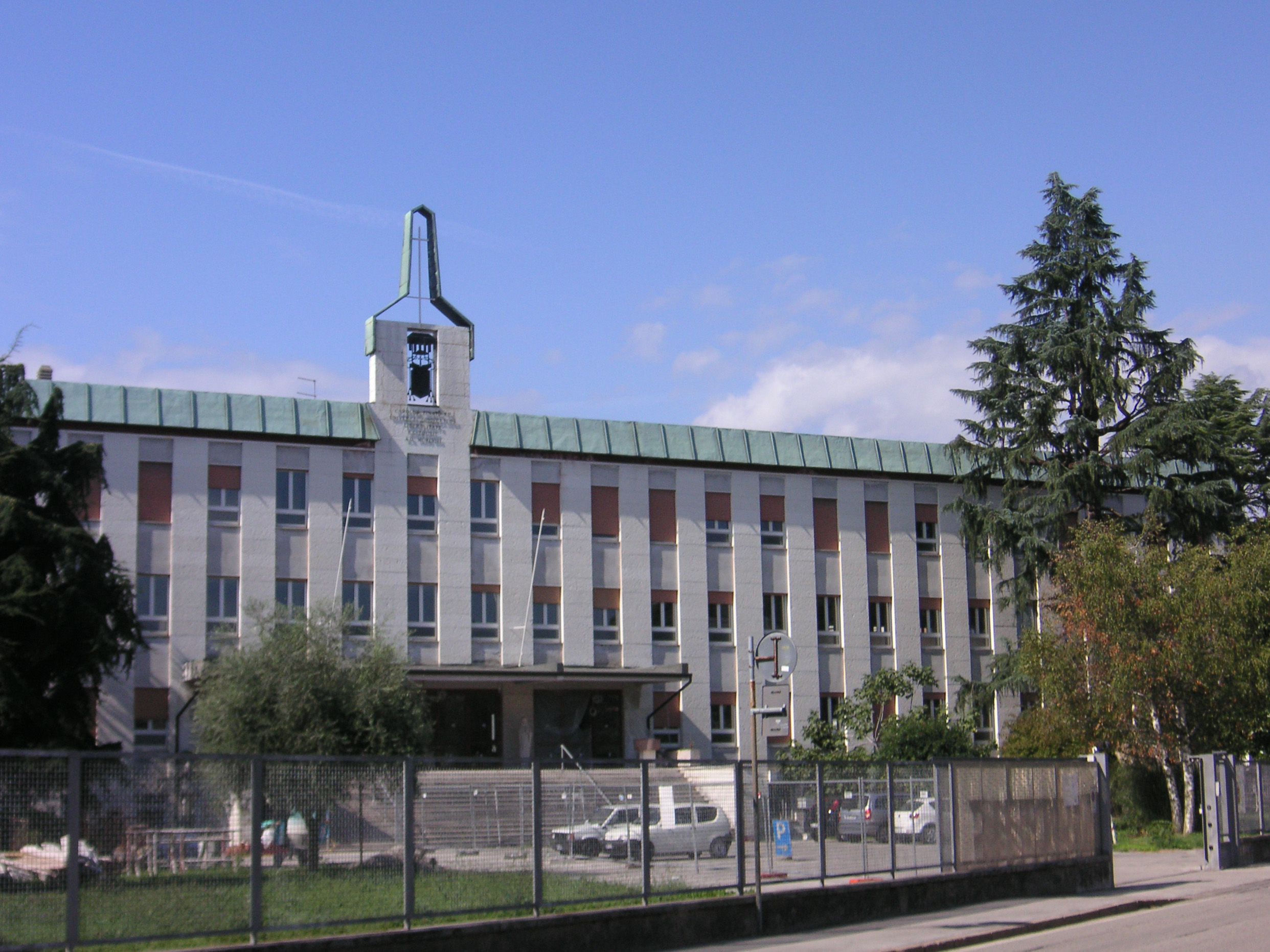
El seminari menor.

El bisbat de Vicenza  (italià: Diocesi di Vicenza; llatí: Dioecesis Vicentina) és una seu de l'Església catòlica, sufragània del Patriarcat de Venècia, que pertany a la regió eclesiàstica Triveneto. El 2010 tenia 790.848 batejats d'un total de 855.608 habitants. Actualment està regida pel bisbe Beniamino Pizziol.

## Territori
La diòcesi bèrica comprèn gran part de la província de Vicenza, amb l'exclusió de l'altiplà d'Asiago, d'alguns municipis als seus vessants, una part del territori entre les localitats de Thiene i Marostica (que formen part del bisbat de Pàdua) i del municipi de Mussolente (ja de la diòcesi de Belluno, des del 1818 al bisbat de Treviso).
Pel seu costat la diòcesi de Vicenza comprèn alguns municipis de la província de Pàdua: (Campodoro, Carmignano di Brenta, Cittadella, Fontaniva, Gazzo Paduano, Grantorto, Piazzola sul Brenta, San Giorgio in Bosco i San Pietro in Gu) i alguns municipis de la província de Verona (Arcole, Cologna Veneta, Montecchia di Crosara, Costalunga i Brognoligo – part de Monteforte d'Alpone, Pressana – llevat de la part de Caselle, Roncà, Roveredo di Guà, San Bonifacio, San Giovanni Ilarione, Veronella i Zimella).
La seu episcopal és la ciutat de Vicenza, on es troba la catedral de Santa Maria Annunciata
El territori està dividit en 354 parròquies, agrupades en 22 arxiprestats.

### Arxiprestats
Le parròquies estan reagrupades en els següents arxiprestats:
- Arxiprestat Urbà - seu a Vicenza, amb 41 parròquies
- Arxiprestat d'Arsiero - seu a Arsiero, amb 13 parròquies
- Arxiprestat de Bassano - seu a Bassano del Grappa, amb 14 parròquies
- Arxiprestat de Camisano - seu a Camisano Vicentino, amb 17 parròquies
- Arxiprestat de Castelnovo - seu a Castelnovo di Isola Vicentina, 12 parròquies
- Arxiprestat de Cologna - seu a Cologna Veneta (VR), 13 parròquies
- Arxiprestat de Dueville - seu a Dueville, 10 parròquies
- Arxiprestat de Fontaniva - seu a Fontaniva (PD), 6 parròquies
- Arxiprestat de Lonigo - seu a Lonigo, 20 parròquies
- Arxiprestat de Malo - seu a Malo, 11 parròquies
- Arxiprestat de Marostica - seu a Marostica, 15 parròquies
- Arxiprestat de Montecchia - seu a Montecchia di Crosara (VR), 10 parròquies
- Arxiprestat de Montecchio - seu a Montecchio Maggiore, 17 parròquies
- Arxiprestat de Noventa - seu a Noventa Vicentina, 14 parròquies
- Arxiprestat de San Bonifacio - seu a San Bonifacio (VR), 10 parròquies
- Arxiprestat de Sandrigo - seu a Sandrigo, 13 parròquies
- Arxiprestat de Schio - seu a Schio, 22 parròquies
- Arxiprestat de Piazzola - seu a Piazzola sul Brenta (PD), 10 parròquies
- Arxiprestat de Riviera Berica - seu a Barbarano Vicentino, 16 parròquies
- Arxiprestat de Rosà - seu a Rosà, 10 parròquies
- Arxiprestat de Valchiampo - seu a Chiampo, 22 parròquies
- Arxiprestat de Valdagno - seu a Valdagno, 28 parròquies

## Missions diocesanes
La diòcesi de Vicenza està present amb missioners propis fidei donum als següents països:
- Brasil (des del 1966), actualment a l'arquebisbat de Goiânia i als bisbats de Luziânia i Roraima;
- Camerun (des del 1973), actualment al bisbat de Maroua-Mokolo;
- Equador (des del 1999), actualment a l'arquebisbat de Quito;

L'Església de Vicenza ha activat la missió triveneta a Tailàndia, el 1997. Els missioners operen a la bisbat de Chiang Mai.

## Història

### Edat antiga i medieval
La presència d'una comunitat cristiana florent a Vicenza i la construcció simultània de dues esglésies a finals del segle iv, una fora de les muralles - on ara s'aixeca la basílica dels Sants Fèlix i Fortunat - i dins de la ciutat – l'actual catedral de Santa Maria de l'Anunciació - es demostra per importants troballes arqueològiques desenterrats en els dos llocs.
Això ha portat a alguns historiadors locals a creure que ja en aquell moment o en el començament del segle següent aquesta comunitat es va organitzar en diòcesi. D'altres, però, amb l'argument que cap document escrit que s'ha detectat la presència d'un bisbe a Vicenza abans del 590 - la data en què es refereix Pau el Diaca per registrar la presència d'Oronzio el sínode de Marano Lagunare, mentre que mai no parla de bisbes de Vicenza en els documents dels sínodes anteriors - creuen que la diòcesi es va formar només després de la creació del Ducat llombard. Fins a aquest moment la comunitat de Vicenza es referia al bisbe de Pàdua, que va romandre durant uns 35 anys més sota el domini romà d'Orient.
Igual que altres bisbes de l'Àustria Llombarda, també Oronzio i els seus successors es van adherir al cisma tricapitolí fins al Sínode de Pavia del 698, convocats pel rei catòlic Cunipert, on els bisbes catòlics catòlics i els tricapitolins recomposaren "l'esperit de Calcedònia" el seu doctrinari comunió i jeràrquica. Des del segle vii, la seu del bisbe va ser sempre a la catedral de Santa Maria Annunciata.
Durant el regne longobard, l'abast de la diòcesi va ser fonamentalment idèntica a la del ducat de Vicenza, inclosos els territoris de la diòcesi de Pàdua es van quedar el 569 fora de la sobirania romana d'Orient, situat a l'àrea esquerra del riu Brenta (actualment Cittadella, Piazzola, Limena, Selvazzano, Teolo i Lozzo) i una part del baix veronès (actual Sant Bonifaci, Arcole, Veronella, Cologna Veneta i Pressana).
Posteriorment, l'extensió i els límits de la diòcesi es van esbossar quant els emperadors atribuïen als bisbes jurisdiccions i drets senyorials. Va patir nombroses modificacions, fins i tot abans de l'any 1000. Amb l'establiment de l'Imperi Carolingi la diòcesi de Pàdua va recuperar una part dels territoris a costa de localitats veïnes. El 917 l'emperador Berenguer vaig mudar de Vicenza a Pàdua tota la regió prealpina entre l'Astico i el Brenta i per sota de la premuntanya entre Thiene i Marostica. Per compensar aquestes mutilacions, posteriorment va ser assignat a Vicenza l'àrea de Bassano, part de la suprimida diòcesi d'Asolo. Tot i noves modificacions territorials es van produir en l'àmbit civil durant els segles que van seguir, aquesta estructura en termes d'eclesiàstic es va mantenir fins a principis del segle xix.
A la segona meitat del segle xii, es va ocupar la càtedra de Vicenza el beat Giovanni Cacciafronte, assassinat pels seus vassalls; al segle xiii va governar la diòcesi el beat dominic Bartolomeo de Breganze, que va fer construir l'església de la Santa Corona per custodiar la relíquia d'una espina de la corona de Crist.
Fins al segle xiii, la catedral va ser l'única parròquia de la ciutat, però en aquest segle el privilegi d'administrar els sagraments ser compartit amb altres esglésies urbanes, que havien sorgit cap al segle xi amb funcions de capelles. Inicialment només se celebrava l'Eucaristia, però no hi havia baptismes. Un paper en la descentralització de les funcions eren també les parròquies confiades als ordes religiosos, menys lligades al poder episcopal.

### Època moderna i contemporània
A la primera meitat del segle xv, després de dues aparicions marianes es va construir el Santuari de Monte Berico: la Madonna di Muntanya Bérico és la santa patrona de la ciutat i de la diòcesi de Vicenza.
El 30 d'agost de 1464 el bisbe de Vicenza Pietro Barbo va ser triat papa amb el nom de Pau II.
A la primera meitat del segle xvi, la diòcesi va ser dirigida per diversos administradors apostòlics.
El seminari diocesà es va instituir el 1566, durant l'episcopat de Mateu Priuli.
El 6 de juliol de 1751 el Patriarcat d'Aquilea va ser suprimit i Vicenza va esdevenir part de la província eclesiàstica de l'arxidiòcesi d'Udine.
El període de la Restauració (1 de maig de 1818) es publicà la butlla De salute Dominici gregis del Papa Pius VII amb la qual les diòcesis del Triveneto es van sotmetre a una important reorganització. Vicenza va perdre el vicariat de Ciutadella (excepte les parròquies de Paviola, San Giorgio in Bosco, San Giorgio in Brenta, Lobia i Santa Croce Bigolina) i la parròquia de Selvazzano que va passar a Pàdua; per contra, d'aquesta última adquirí els vicariats de Marostica i Breganze. Al mateix temps, Udine va ser relegada a una simple diòcesi i Vicenza va esdevenir una diòcesi sufragània del Patriarcat de Venècia
Entre finals del segle xix i principis del segle xx la diòcesi va tenir la presència de diversos exemples de santedat: un bisbe, Sant Giovanni Antonio Farina, i diverses religioses: santa Giuseppina Bakhita, santa Maria Bertilla Boscardin, la beata Eurosia Fabris Barban i la servent de Déu Giovanna Meneghini.
Els dies 7 i 8 de setembre de 1991, en la festa de la patrona, Vicenza va donar la benvinguda al Papa Joan Pau II durant la seva visita pastoral. És la primera vegada que un Papa visitava la terra bèrica.
El 8 de novembre 2005, per primera vegada, és proclamat un beat a la Catedral de Vicenza ; la servent de Déu Eurosia Fabris.

## Episcopologi
- Oronzio † (inicis de 589 - finals de 591)
- Attaldo † (citat el 616)
- Andrea I † (citat el 680)
- Pietro † (vers 700/725)
- Feliciano † (vers 809)
- Reginaldo † (citat el 813)[7]
- Andrea II † (citat el 820)
- Franco † (citat el 827)
- Stefano †[8]
- Aicardo † (inicis del'880 - finals de 881)
- Vitale † (inicis de 901 - finals de 915/924)
- Giraldo (Ambrogio ?) † (citat el 956)[9]
- Rodolfo † (inicis de 967 - finals de 977 o 983)[10]
- Lamberto † (985 ? - 997)[11]
- Girolamo † (vers 998/1000 - vers 1013 deposat)[12]
- Tedaldo (o Teobaldo) † (inicis de 5 de maig de 1013 - finals de 1027)[13]
- Astolfo † (inicis de 1028/1031 - finals de 1050)[14]
- Liudigerio † (inicis de 1060/1061 - vers 1072/1073 mort)[15]
- Didalo o Didaldo † (citat el 25 de juny de 1080)
- Ezzelino † (inicis de 20 de juliol de 1081 - finals de 1104)
- Torengo † (inicis de 1108/1112 - finals de 1117)
- Enrico † (inicis de 1123 - finals de 1131)
- Lotario † (inicis de 1134 - finals de 1154)
- Umberto I † (inicis de 1158 - finals de 1161 ?)
- Ariberto † (inicis de 1164 – finals de 1177 o 1179 mort)
- Beat Giovanni de Surdis Cacciafronte, O.S.B. † (11 d'agost de 1179 - 16 de març de 1184 mort)
- Pistore, O.E.S.A. † (9 d'octubre de 1184 - inicis de desembre de 1202 mort)
- Uberto II † (inicis de 1204 - 1212 deposat)
  - Nicolò Maltraversi † (8 d'abril de 1212 - 1219 renuncià) (administrador apostòlic)
- Zilberto o Gilberto † (3 de juny de 1219 - 1227 mort)
- Giacomo † (1227 - ?)
- Manfredo dei Pii † (1233 - 30 d'agost de 1255 mort)
- Beat Bartolomeo da Breganze, O.P. † (18 de desembre de 1255 - de novembre de 1270 mort)[16]
- Bernardo Nicelli † (1271 - 28 d'octubre de 1286 mort)[17]
- Pietro Saraceni, O.P. † (14 de febrer de 1287 - inicis de 17 de juliol de 1295 mort)[18]
- Andrea de' Mozzi † (13 de setembre de 1295 - 28 d'abril de 1296 mort)[19]
- Beat Rinaldo da Concorezzo † (13 d'octubre de 1296 - 19 de novembre de 1303 nomenat arquebisbe de Ravenna)
- Altigrado Cattaneo † (9 de desembre de 1303 - 1 d'octubre de 1314 mort)
- Sperandio (Sperendeus), O.S.B. † (1315 - 1321 mort)[20]
- Francesco Temprarini, O.S.B. † (13 de novembre de 1321 - 1333/1335 mort)[21]
- Biagio da Leonessa, O.F.M. † (9 de juny de 1337 - 1345 deposat)[22]
- Egidio de' Boni da Cortona, O.E.S.A. † (7 de gener de 1348 - d'agost de 1361 mort)[23]
- Giovanni de' Surdis † (10 de febrer de 1363 - 10 de juliol de 1386 mort)[24]
- Nicolò da Verona † (9 de març de 1387 - 1387 mort)[25]
- Pietro Filargo, O.F.M. † (23 de gener de 1388 - 18 de setembre de 1389 nomenat bisbe de Novara)[26]
- Giorgio de Tortis ? † (1389 - 27 d'abril de 1390 mort)[27]
- Giovanni da Castiglione † (16 de desembre de 1390 - 31 de juliol de 1409 mort)[28]
- Pietro Emiliani † (12 d'agost de 1409 - 4 de maig de 1433 mort)
- Francesco Malipiero † (12 de maig de 1433 - 8 de juny de 1451 mort)
- Pietro Barbo † (16 de juny de 1451 - 30 d'agost de 1464 elegit papa amb el nom de Pau II)
- Marco Barbo † (17 de setembre de 1464 - 18 de març de 1470 nomenat Patriarca d'Aquileia)
- Giovanni Battista Zeno † (18 de març de 1470 - 8 de maig de 1501 mort)
- Pietro Dandolo † (14 de juny de 1501 - 20 d'octubre de 1507 nomenat bisbe de Pàdua)
- Galeotto Franciotti della Rovere † (1507 - 11 de setembre de 1507 mort)
  - Sisto Gara della Rovere † (de setembre de 1507 - 11 de juny de 1509 nomenat bisbe de Pàdua) (administrador apostòlic)
- Francesco della Rovere † (de juliol de 1509 - 12 de juny de 1514 nomenat bisbe de Volterra)
- Francesco Soderini † (12 de juny de 1514 - 14 de març de 1524 renuncià)
- Niccolò Ridolfi † (14 de març de 1524 - 31 de gener de 1550 mort)[29]
- Angelo Bragadin, O.P. † (17 de març de 1550 - 1560 mort)
- Giulio della Rovere † (13 de setembre de 1560 - 13 d'abril de 1565 renuncià)
- Matteo Priuli † (13 d'abril de 1565 - 1579 renuncià)
- Michele Priuli † (3 d'agost de 1579 - 1 d'agost de 1603 mort)
- Giovanni Dolfin † (24 de novembre de 1603 - 1606 renuncià)
- Dionisio Dolfin † (19 de juny de 1606 - 1626 mort)
- Federico Baldissera Bartolomeo Cornaro † (7 de setembre de 1626 - 30 d'abril de 1629 nomenat bisbe de Pàdua)
- Luca Stella † (24 de novembre de 1632 - 11 de juliol de 1639 nomenat bisbe de Pàdua)
- Marcantonio Bragadin † (3 d'octubre de 1639 - 14 de juny de 1655 renuncià)
- Giovanni Battista da Brescia † (14 d'octubre de 1655 - 23 de novembre de 1659 mort)
- Giuseppe Civran † (21 de juny de 1660 - 17 de maig de 1679 mort)
  - Sede vacante (1679-1684)
- Giambattista Rubini † (15 de maig de 1684 - 25 de març de 1702 renuncià)
- Sebastiano Venier † (8 de maig de 1702 - 22 de gener de 1738 mort)
- Antonio Maria Priuli † (19 de desembre de 1738 - 6 d'abril de 1767 nomenat bisbe de Pàdua)
- Marco Giuseppe Cornaro † (6 d'abril de 1767 - 3 de febrer de 1779 mort)
- Alvise Maria Gabrieli † (12 de juliol de 1779 - 19 de juliol de 1785 mort)
- Marco Zaguri † (26 de setembre de 1785 - 12 de setembre de 1810 mort)
  - Sede vacante (1810-1818)
- Giuseppe Maria Peruzzi † (26 de juny de 1818 - 25 de novembre de 1830 mort)
- Giovanni Giuseppe Cappellari † (2 de juliol de 1832 - 7 de febrer de 1860 mort)
- San Giovanni Antonio Farina † (28 de setembre de 1860 - 4 de març de 1888 mort)
- Antonio Maria De Pol † (4 de març de 1888 - 4 de juliol de 1892 mort)
- Antonio Feruglio † (16 de gener de 1893 - 4 de gener de 1911 renuncià)
- Ferdinando Rodolfi † (14 de febrer de 1911 - 12 de gener de 1943 mort)
- Carlo Zinato † (8 de juny de 1943 - 11 de setembre de 1971 jubilat)
- Arnoldo Onisto † (11 de setembre de 1971 - 20 de febrer de 1988 jubilat)
- Pietro Giacomo Nonis † (20 de febrer de 1988 - 6 d'octubre de 2003 jubilat)
- Cesare Nosiglia (6 d'octubre de 2003 - 11 d'octubre de 2010 nomenat arquebisbe de Torí)
- Beniamino Pizziol, des del 16 d'abril de 2011

## Prelats vius originaris de la diòcesi
- Camillo Ballin (Fontaniva, 24 de juny de 1944), bisbe, vicari apostòlic de l'Aràbia septentrional (des del 2005)
- Egidio Bisol (Bassano del Grappa, 23 de desembre de 1947), bisbe d'Afogados da Ingazeira (des del 2009)
- Agostino Cacciavillan (Novale di Valdagno, 14 d'agost de 1926), cardenal, president emèrito de l'Administració del Patrimoni de la Seu Apostòlica (des del 2002)
- Ricardo Ezzati Andrello (Campiglia dei Berici, 7 de gener de 1942), cardenal, arquebisbe de Santiago de Xile (des del 2006)
- Agostino Marchetto (Vicenza, 28 d'agost de 1940), arquebisbe, secretari emèrit del Consell Pontifici per a la Cura Pastoral dels Migrants i els Itinerants (des del 2010)
- Pietro Parolin (Schiavon, 17 de gener de 1955), cardenal, Secretari d'Estato de la Santa Seu (des del 2013)
- Adriano Tessarollo (Tezze sul Brenta, 2 de maig de 1946), bisbe de Chioggia (des del 2009)

## Altres persones legades a la diòcesi
- Sants Fèlix i Fortunat, probablement vicentins i màrtirs a Aquileia el 303-304
- San Teobaldo (1033 - 1066), eremita, canonitzat el 1073
- San Gaietà de Thiene (1480 - 1547), fundador dels Clergues Regulars Teatins
- Beata Gaetana Sterni (1827 - 1889), religiosa, fundadora de les Germanes de la Divina Voluntat, beatificata el 2001.
- Giacomo Zanella (1820 - 1889), prevere i poeta
- Giovanna Meneghini (1868 - 1918), religiosa, educadora i fundadora de l'orde de les Germanes Ursulines del Sagrat Cor de Maria
- Santa Maria Bertilla Boscardin (1888 - 1922), religiosa dorotea, canonitzada el 1961
- Beata Eurosia Fabris Barban (1866 - 1932), religiosa canossiana, beatificata el 2005
- Rinaldo Arnaldi (1914 - 1944), militar i partisà, Just entre les Nacions
- Santa Giuseppina Bakhita (1869 - 1947), religiosa, canonitzada nel 2000
- Servent de Deu Ottorino Zanon (1915 - 1972), prevere, fundador de la Pia Societat de San Gaietà
- Michele Carlotto (1919 - 2007), prevere, Just entre les Nacions

## Estadístiques
A finals del 2010, la diòcesi tenia 790.848 batejats sobre una població de 855.608 persones, equivalent al 92,4% del total.
| any  | població | població | població | sacerdots | sacerdots       | sacerdots       | sacerdots             | diaques | religiosos | religiosos | parroquies |
| ---- | -------- | -------- | -------- | --------- | --------------- | --------------- | --------------------- | ------- | ---------- | ---------- | ---------- |
| any  | batejats | total    | %        | total     | clergat secular | clergat regular | batejats por sacerdot | diaques | homes      | dones      |            |
| 1950 | 602.600  | 602.788  | 100,0    | 899       | 705             | 194             | 670                   |         | 325        | 2.238      | 307        |
| 1969 | 617.670  | 617.993  | 99,9     | 961       | 731             | 230             | 642                   | 7       | 381        | 2.747      | 345        |
| 1980 | 701.723  | 703.129  | 99,8     | 971       | 725             | 246             | 722                   | 10      | 399        | 2.852      | 349        |
| 1990 | 737.820  | 739.501  | 99,8     | 927       | 687             | 240             | 795                   | 24      | 409        | 2.290      | 354        |
| 1999 | 753.409  | 764.924  | 98,5     | 852       | 613             | 239             | 884                   | 21      | 318        | 2.257      | 354        |
| 2000 | 753.474  | 766.118  | 98,3     | 842       | 600             | 242             | 894                   | 21      | 318        | 2.289      | 354        |
| 2001 | 754.069  | 768.464  | 98,1     | 815       | 586             | 229             | 925                   | 26      | 286        | 2.502      | 354        |
| 2002 | 753.045  | 768.391  | 98,0     | 828       | 594             | 234             | 909                   | 26      | 289        | 2.235      | 354        |
| 2003 | 753.150  | 768.928  | 97,9     | 798       | 589             | 209             | 943                   | 33      | 262        | 1.809      | 354        |
| 2004 | 753.556  | 769.817  | 97,9     | 794       | 580             | 214             | 949                   | 32      | 295        | 2.162      | 354        |
| 2010 | 790.848  | 855.608  | 92,4     | 732       | 533             | 199             | 1.080                 | 38      | 261        | 1.825      | 354        |